# Chmel Blšany
Maillots
Dernière mise à jour : 2 février 2012.
Le FK Chmel Blšany est un club tchèque de football basé à Blšany (un petit village de moins de 1000 habitants).

## Historique
- 1946 : fondation du club sous le nom de Sokol Blšany
- 1966 : le club est renommé TJ Sokol Blšany
- 1985 : le club est renommé TJ JZD Blšany
- 1991 : le club est renommé SK Chmel Blšany
- 1992 : le club est renommé FK Chmel Blšany

## Palmarès
- Druha Liga :
  - Champion : 1998

## Joueurs
- Mario Lička
- Petr Čech
- Vaclav Drobný
- Patrik Gedeon
- Jiří Němec
- Jan Šimák